# Nummernkreis
Ein Nummernkreis ist eine definierte Abfolge in einer Gruppe zu ordnender Elemente. Die Nummernabfolge braucht jedoch weder eine aufsteigende Nummerierung zu sein noch muss sie bei der Zahl 1 beginnen. 
Nummernkreise werden zur Nummerung unterschiedlichster Objekte verwendet, zum Beispiel von Ausweispapieren, Apothekenprodukten oder Raumfahrzeugen, außerdem in der Buchhaltung und im Rechnungswesen in Gestalt von Rechnungsnummern. Die dem Objekt zugewiesene Nummer dient seiner Identifikation.

## Beispiele

### Rechnungswesen
Das Umsatzsteuergesetz sieht eine fortlaufende Nummerierung von Rechnungen in einem Unternehmen vor:

„Eine Rechnung muss folgende Angaben enthalten: [...] eine fortlaufende Nummer mit einer oder mehreren Zahlenreihen, die zur Identifizierung der Rechnung vom Rechnungsaussteller einmalig vergeben wird (Rechnungsnummer).“

Ein aktueller Umsatzsteueranwendungserlass erlaubt allerdings auch lückenbehaftete Abfolgen von Rechnungsnummern, Kombinationen von Ziffern mit Buchstaben sowie separate Nummernkreise. Essentiell ist, dass keine Rechnungsnummer doppelt vergeben wird.

### Software
In der EDV (etwa bei Büroanwendungen, Textsatzsystemen, aber auch allgemein Datenbanken) wird die Nummerierung gleichartiger Objekte auch als Nummernkreis bezeichnet, etwa die separate Nummerierung von Tabellen und Abbildungen in OpenOffice.
Technisch gesehen ist die Umsetzung eines fortlaufenden Zählers in vielen Beispielen die einfachste Lösung, einen Identifikator zu bilden. Solche Nummern sind dann oft Teil einer automatischen Identifikation und Datenerfassung.

### Einzelhandelsprodukte
Waren im Einzelhandel werden mit einem UPC-Nummernkreis gekennzeichnet, bei dem die Zahlen in einem Strichcode dargestellt werden.